# Cuartell
Cuartell (en valenciano y oficialmente Quartell) es un municipio español situado en la provincia de Valencia, en la Comunidad Valenciana. Pertenece a la comarca del Campo de Murviedro y al partido judicial de Sagunto. Además, forma parte de la Mancomunidad de Les Valls. En 2021 su población total era de 1640 habitantes.

## Geografía
Integrado en la comarca de Campo de Murviedro, se sitúa a 37 kilómetros de Valencia. El municipio limita al oeste con Cuart, al este con Benavites, al norte con Almenara y al sur con Faura. El término municipal está atravesado por la autopista del Mediterráneo (AP-7), por la autovía del Mediterráneo (A-7) y por la carretera N-340 (pK 940), además de por carreteras locales que conectan con Benifairó de les Valls, Quart de les Valls y Benavites.
El municipio está situado en el centro de La Vall de Segó, una llanura natural formada por los contrafuertes de la sierra de Espadán y de la Serra Calderona. El territorio es plano y el pueblo se alza a 42 metros sobre el nivel del mar. La superficie del término municipal es de 3,26 km² una gran parte de este territorio (aproximadamente el 87 %) está dedicado al cultivo. La altitud oscila entre los 61 m al noroeste y el nivel del mar en el exclave que se abre al litoral mediterráneo.
| Noroeste: Almenara (Castellón) y Quart de les Valls | Norte: Almenara (Castellón) | Noreste: Benavites      |
| Oeste: Quart de les Valls                           |                             | Este: Benavites y Faura |
| Suroeste: Quart de les Valls                        | Sur: Benifairó de les Valls | Sureste: Faura          |

El exclave que se abre al mar limita al norte, al este y al sur con Sagunto y al oeste con Faura.

## Historia
Cuartell se sitúa en el territorio, que en época romana fue quinta de algún patricio saguntino, según los restos arqueológicos.
Antes de la reconquista por las tropas de Jaime I, pertenecía al término general de Murviedro (Sagunto), bajo dominio del Murviedro musulmán.
La primera mención escrita que tenemos de Cuartell la encontramos en el libro de repartición (Llibre del Repartiment) donde aparece el nombre de Quarcel. El lugar en aquellos momentos y debido a la influencia musulmana era una alquería, regada por las aguas de la fuente de La Vall de Segó (hoy fuente de Cuart) aprovechando las obras hidráulicas de la época romana y mejoradas por los pobladores llegados del Norte de África.
El botánico Cavanilles en sus “Observaciones” en el siglo XVIII nos habla de los sistemas de riego de la fuente y de sus excelencias. Cuartell después de la reconquista perteneció entre 1248 y 1300 a la Corona, en 1300 fue adquirida por Guerau Fabra hasta 1340, que pasó a ser de Bartomeu Fabra, portero real, hasta 1349, que la propiedad fue comprada por Rodrigo Borja. Posteriormente volvió a pertenecer a la Corona hasta que Francisco Muñoz la adquirió en 1383, a la vez que Cuart.
La mayor parte de sus habitantes eran mudéjares, que después del bautismo forzoso de 1525 pasaron a ser nuevos convertidos o moriscos, siendo expulsados por Felipe III en 1609. Justo antes de la expulsión, el censo de Caracena registró en el conjunto del municipio solamente 8 casas de cristianos viejos, concentradas en el núcleo de la Alquería Blanca, y 70 de moriscos. En 1610 le fue donada Carta de la Población por Jaime Ferrer, caballero del hábitat y miliciano de San Jaime de la Espada (Caballero de la Orden de Santiago) y Gastón Roiç de Corella, Conde de Cocentaina, señores que eran de Cuartell “proindiviso”. A final del siglo XVIII y hasta la abolición de los señoríos en 1837 fue propiedad de Jaime Ferrer, los Próxita, Condes de Almenara y, por último, Condes de Faura. Los Condes de Cocentaina, además de la mitad de Cuartell, eran poseedores de la Alquería Blanca y El Arap. La Alquería Blanca era un lugar de cristianos viejos, dependía eclesiásticamente de Murviedro, tenía templo parroquial y en 1574 se convirtió en parroquia de moriscos conversos, hoy en día se encuentra despoblado y dentro de su partida la Foia pasaba la carretera de la Serpiente de época romana que unía Murviedro y Almenara. Del Arap se sabe que no tenía iglesia, eran siete casas y una veintena de moriscos, quedando totalmente despoblada en 1609.
A finales del siglo XVIII el señor de Cuartell, que también lo era de Benavites, el marqués de Bélgida, pasa el Molino que tenía en l’Arap y los tres huertos a Benavites quedando hoy un enclave dentro del término de Cuartell.
En la guerra de Sucesión a la Corona española, Murviedro se declaró leal a Felipe V influenciando con esta decisión a los habitantes de su Término General, y Cuartell, debido también a la actividad ejercida por el Alférez del Rey Jorge Musoles, se declaró partidaria del rey legítimo.
Cuartell participó también en las guerras carlistas del siglo XIX y en 1869 se declaró partidario de la “Gloriosa Revolución” formando una milicia armada por los vecinos del pueblo.

## Demografía
Cuartell cuenta con una población de 1657 habitantes (INE 2024).
| Gráfica de evolución demográfica de Cuartell entre 1842 y 2021                                                      |
| |
| Población de derecho según los censos de población del INE Población de hecho según los censos de población del INE |

En 1900 la población de Cuartell era de 999 vecinos, cifra que lentamente fue aumentando hasta 1960, que consiguió tener 1250 habitantes. En la década de los 60-70 la población se mantuvo estancada, hasta el 1992, cuando la población del municipio alcanzó los 1348 vecinos. A partir de este momento, el número de habitantes ha ido en ascenso, en los últimos años ha aumentado en 160 personas y desde 2012 supera los 1500 vecinos.

## Economía
La principal actividad económica de esta zona es el cultivo de cítricos, en su mayoría diferentes variedades de naranjas y clementinas, así como su gestión y posterior comercialización. Aunque en la zona de la marjal también se encuentran parcelas destinadas al cultivo de frutas y verduras de temporada, como melones, tomates o calabazas. Además, dadas las características climáticas de la zona, desde hace pocos años se está popularizando el cultivo del aguacate. Sin quitarle protagonismo al cultivo de fresas y al de la uva moscatel.
Posee un extenso listado de empresas dedicadas a la explotación de cítricos.

## Administración y política
| Periodo   | Nombre                   | Partido             |
| --------- | ------------------------ | ------------------- |
| 1979-1983 | Miguel Marqués Marqués   | UCD                 |
| 1983-1987 | José Torrente Oller      | PSPV-PSOE           |
| 1987-1991 | Francisco Huguet Queralt | PP                  |
| 1991-1995 | Francisco Huguet Queralt | PP                  |
| 1995-1999 | Francisco Huguet Queralt | PP                  |
| 1999-2003 | Francisco Huguet Queralt | PP                  |
| 2003-2007 | Francisco Huguet Queralt | PP                  |
| 2007-2011 | Francisco Huguet Queralt | PP                  |
| 2011-2015 | Francisco Huguet Queralt | PP                  |
| 2015-2019 | Pere Campos Giménez      | PSPV-PSOE Compromís |
| 2019-2023 | Pere Campos Giménez      | PSPV-PSOE Compromís |
| 2023-act. | Cristina Marqués Ferrer  | PSPV-PSOE Compromís |

## Patrimonio

### Religioso

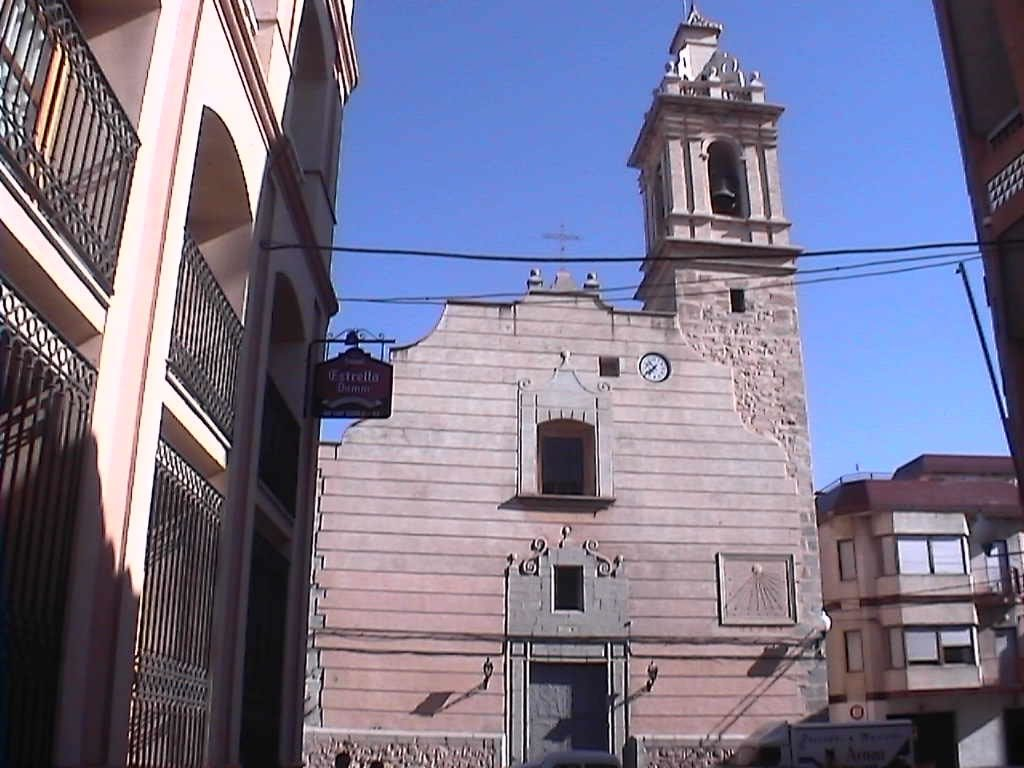
Iglesia de Santa Ana

- Iglesia parroquial de Santa Ana. Este monumento está dedicado a Santa Anna, patrona de la localidad. Se terminó de construir en 1669. En la actualidad Cuartell presenta una decoración típica del Barroco Valenciano tardío siguiendo el esquema de nave central de grandes dimensiones, cubierta por una bóveda de cañón sus arcos fajones arrancan de pilastras, que sirven de separación a las capillas cubiertas con bóveda de arista. El templo adopta la forma de una cruz latina y dentro hay una capilla dedicada a la Mare de Déu dels Desamparats. En cuanto a las lunetas de la bóveda de la nave central, datan en el año 1952, y están decoradas con pinturas murales,[12] llevadas a cabo por Remigio Soler. Contiene naves laterales decoradas de manera similar a la principal durante finales del siglo XX. A principios de la última década de ese mismo siglo se reconstruye el crucero y presbiterio de acorde a la estética de la totalidad de la iglesia. En la actualidad, las zonas más recientes se encuentran, de momento, sin decoraciones murales.[13]

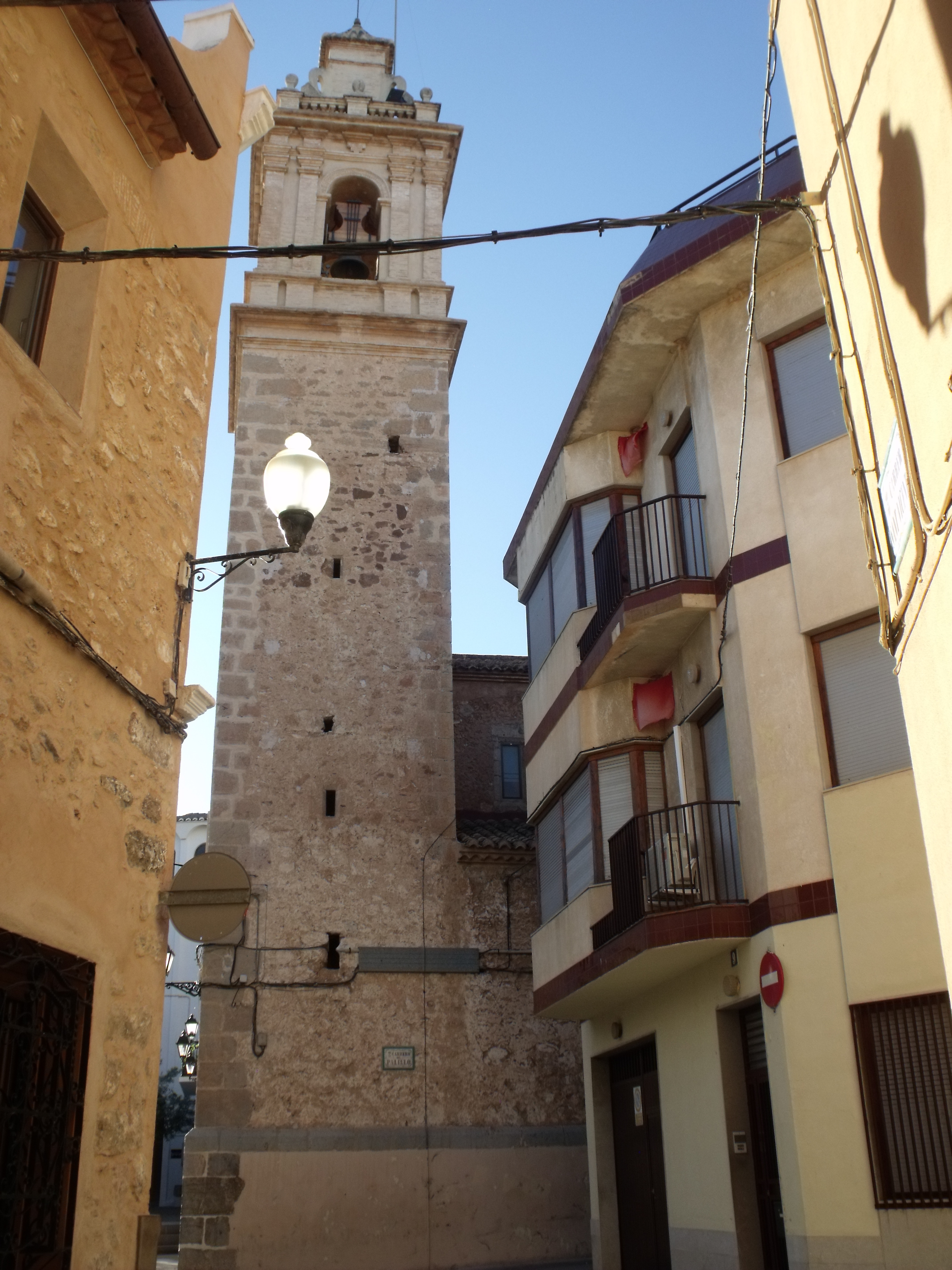
Campanario
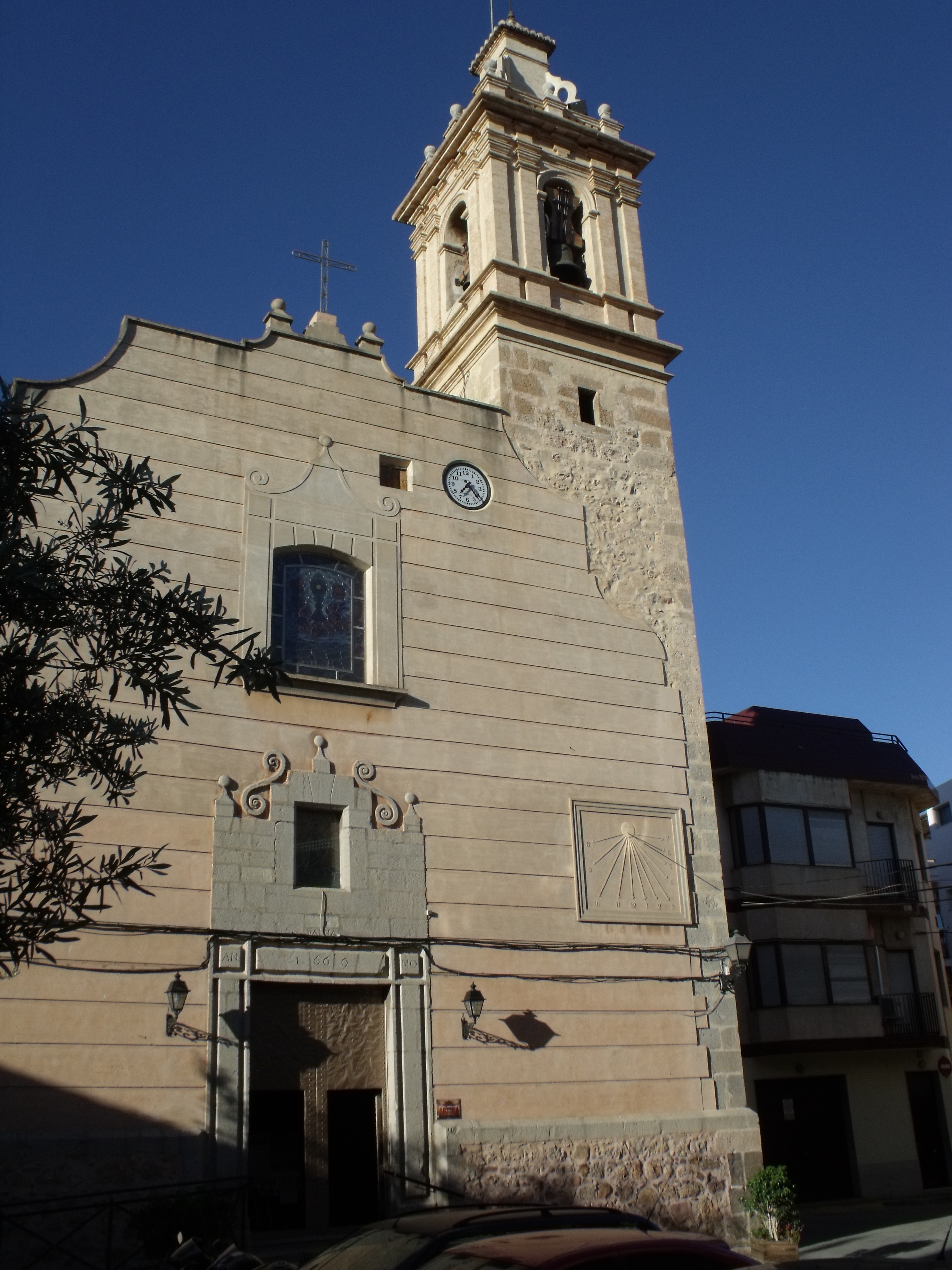
Fachada y Campanario
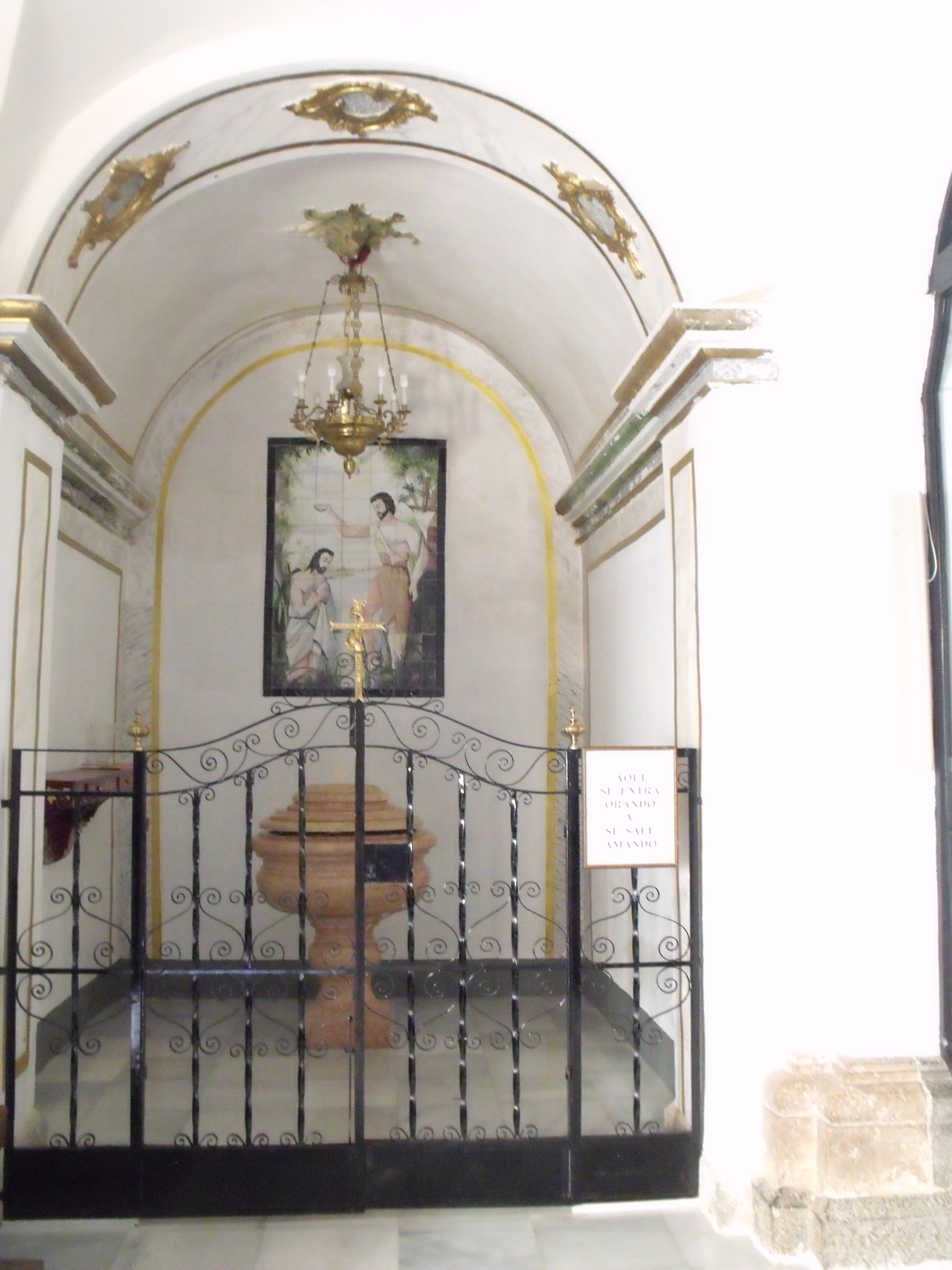
Pila Bautismal
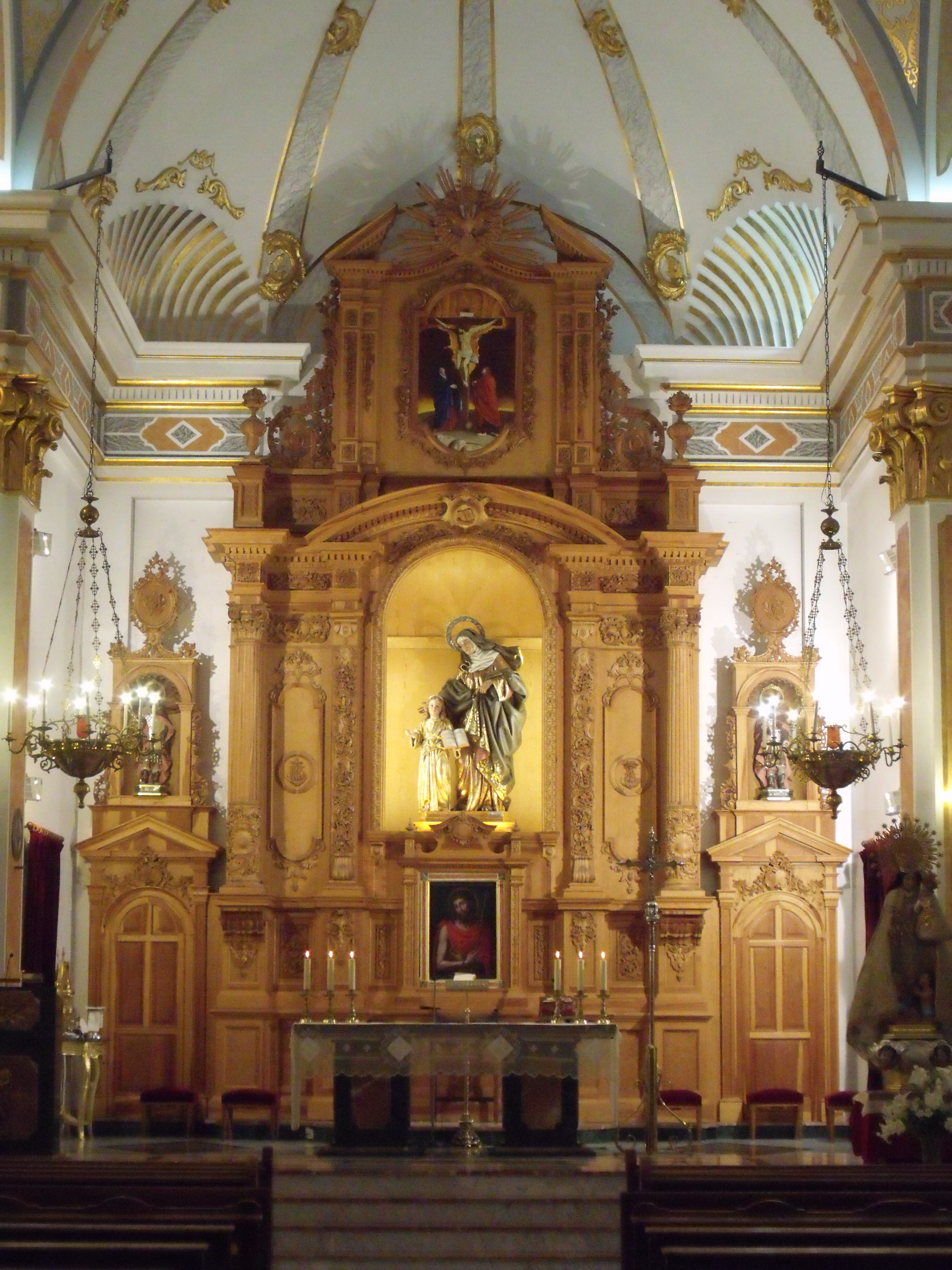
Altar Mayor
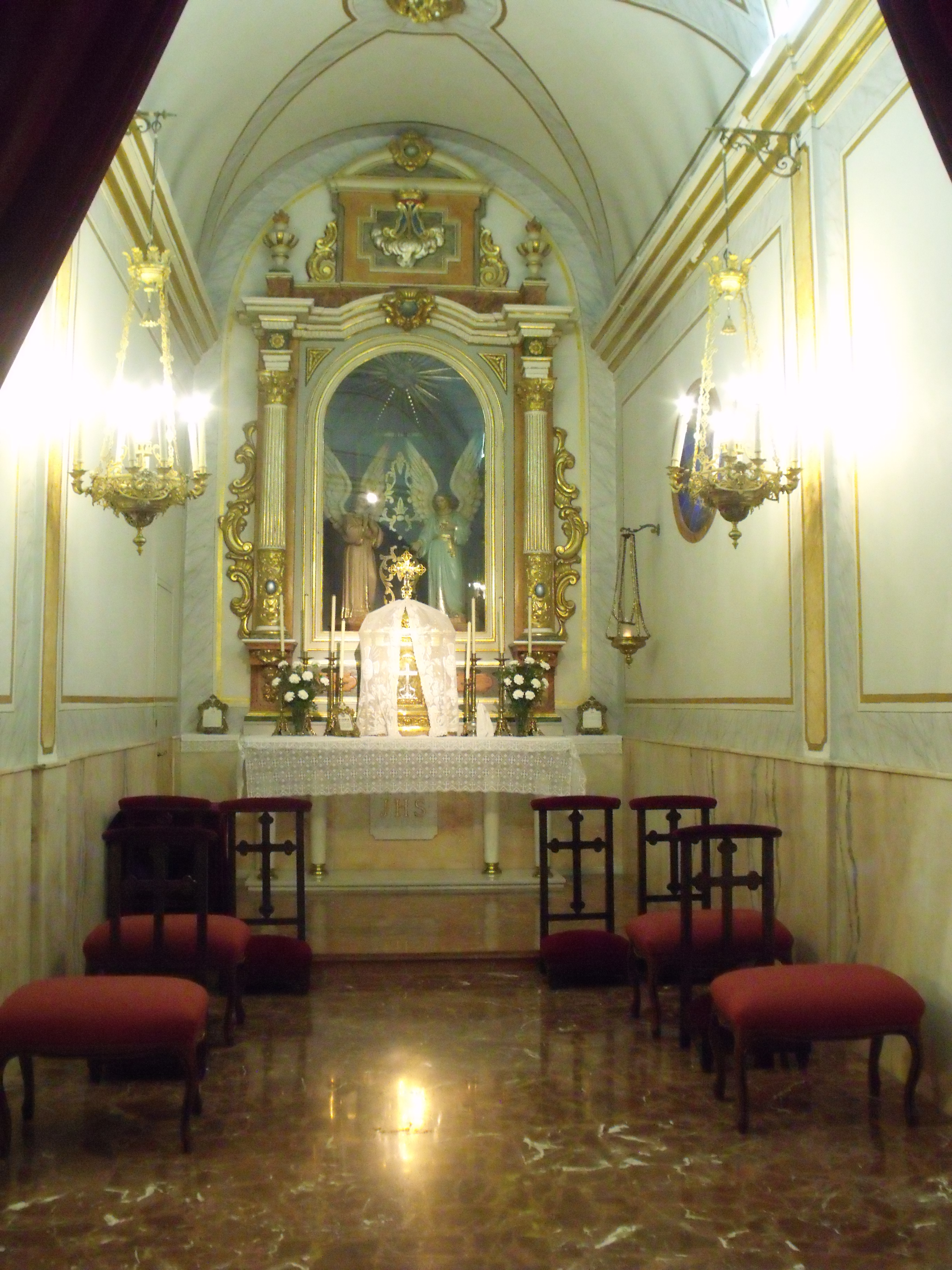
Capilla de la Comunión
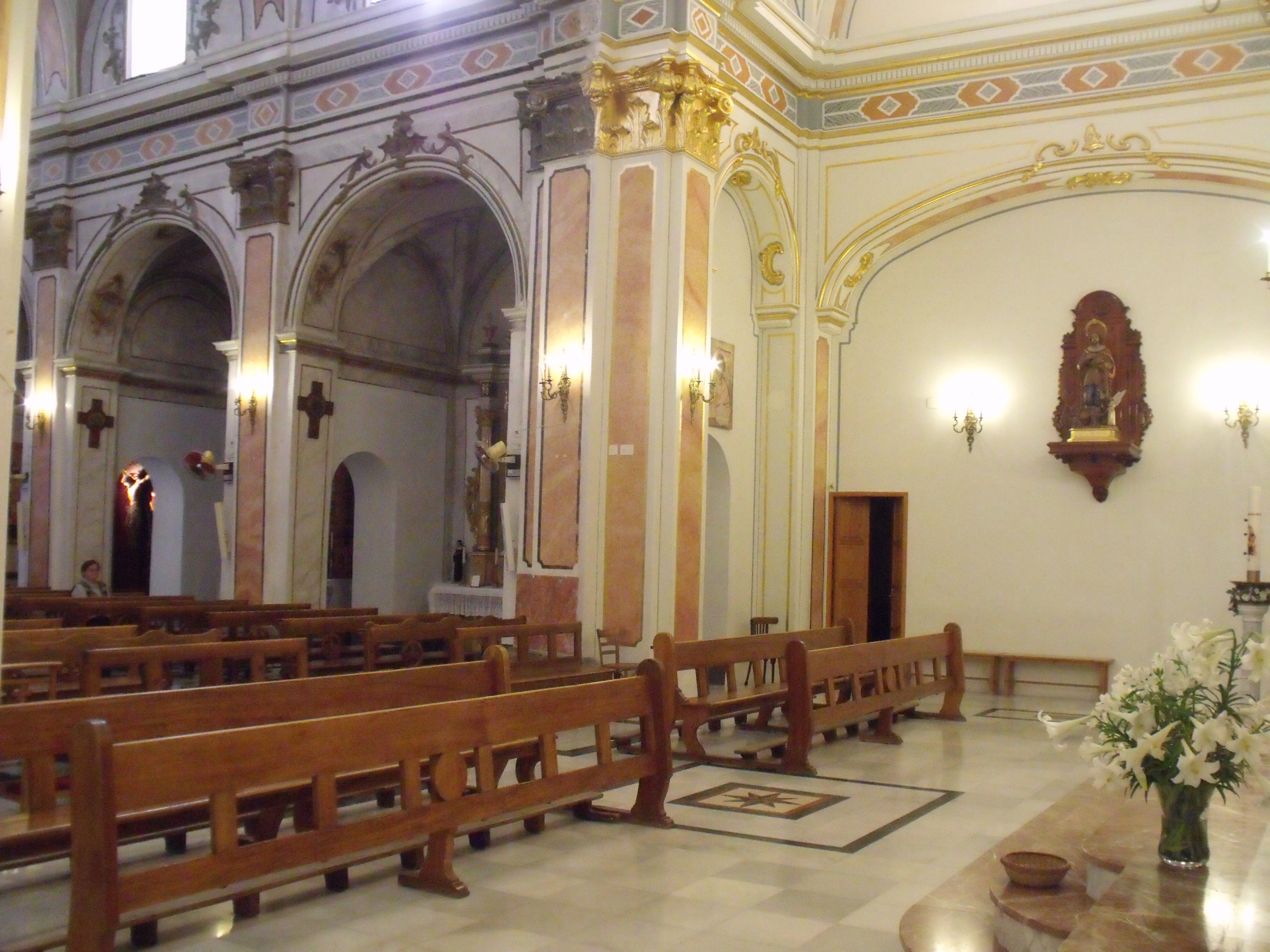
Crucero
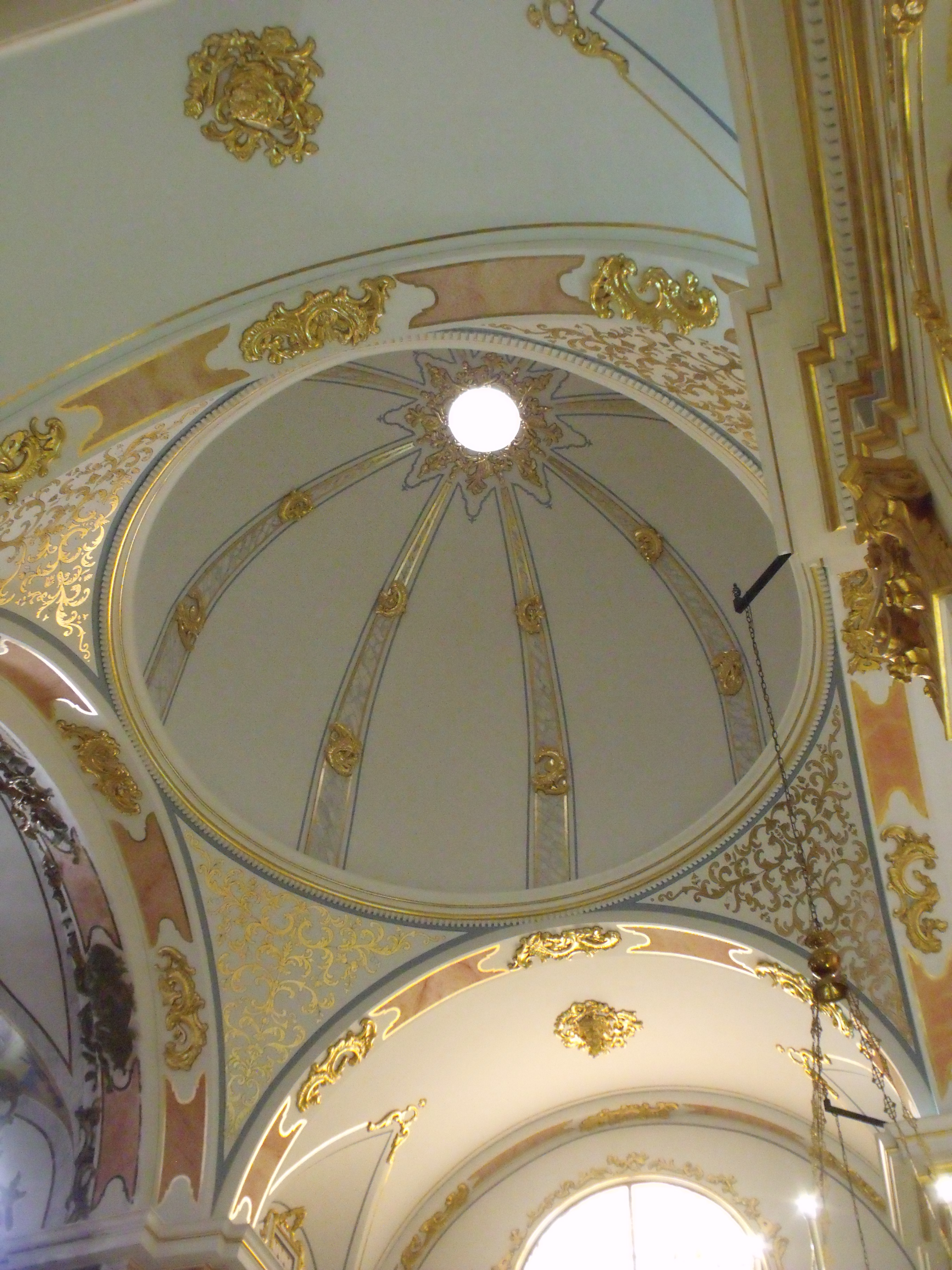
Cúpula crucero
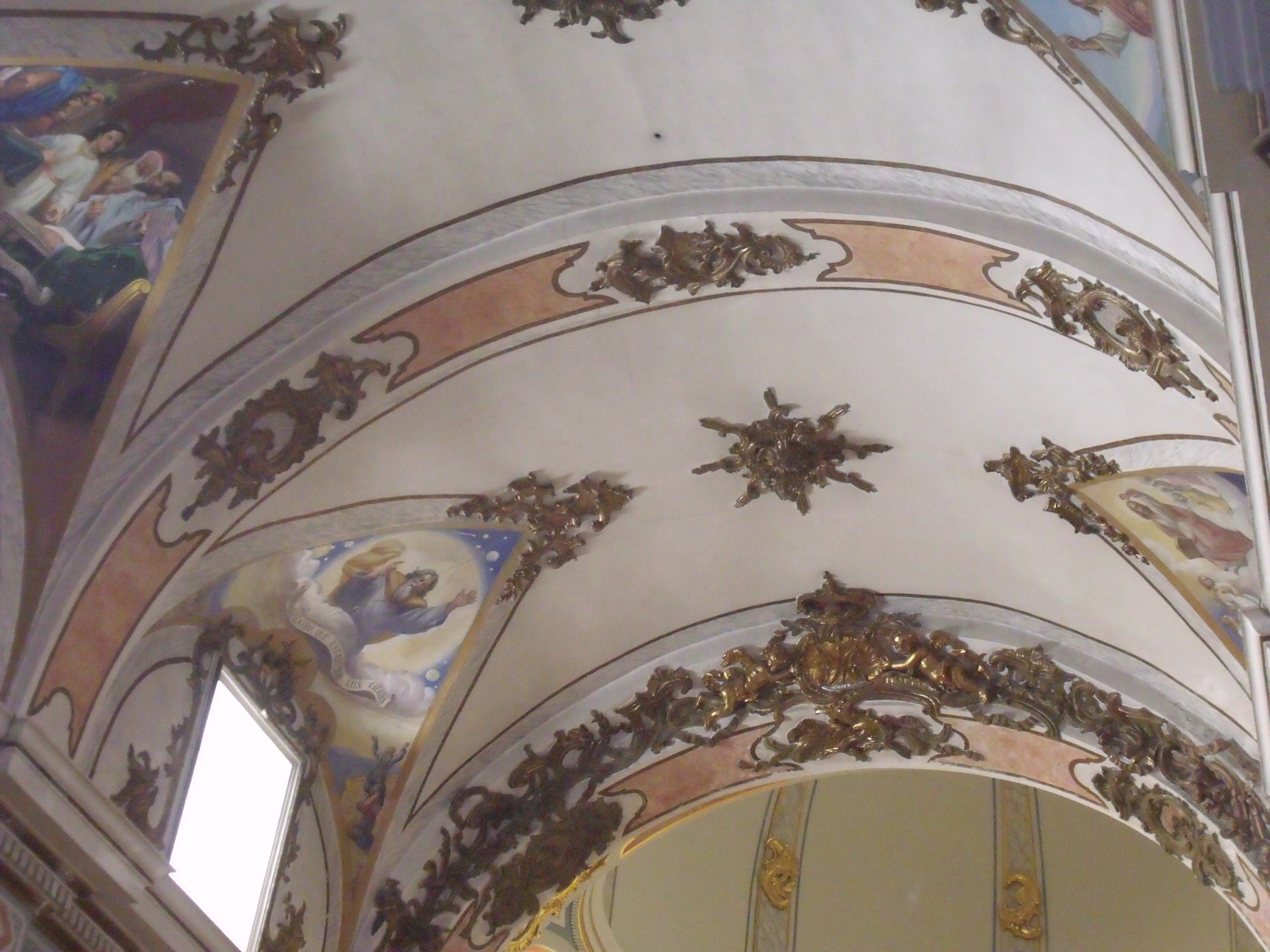
Bóveda nave central
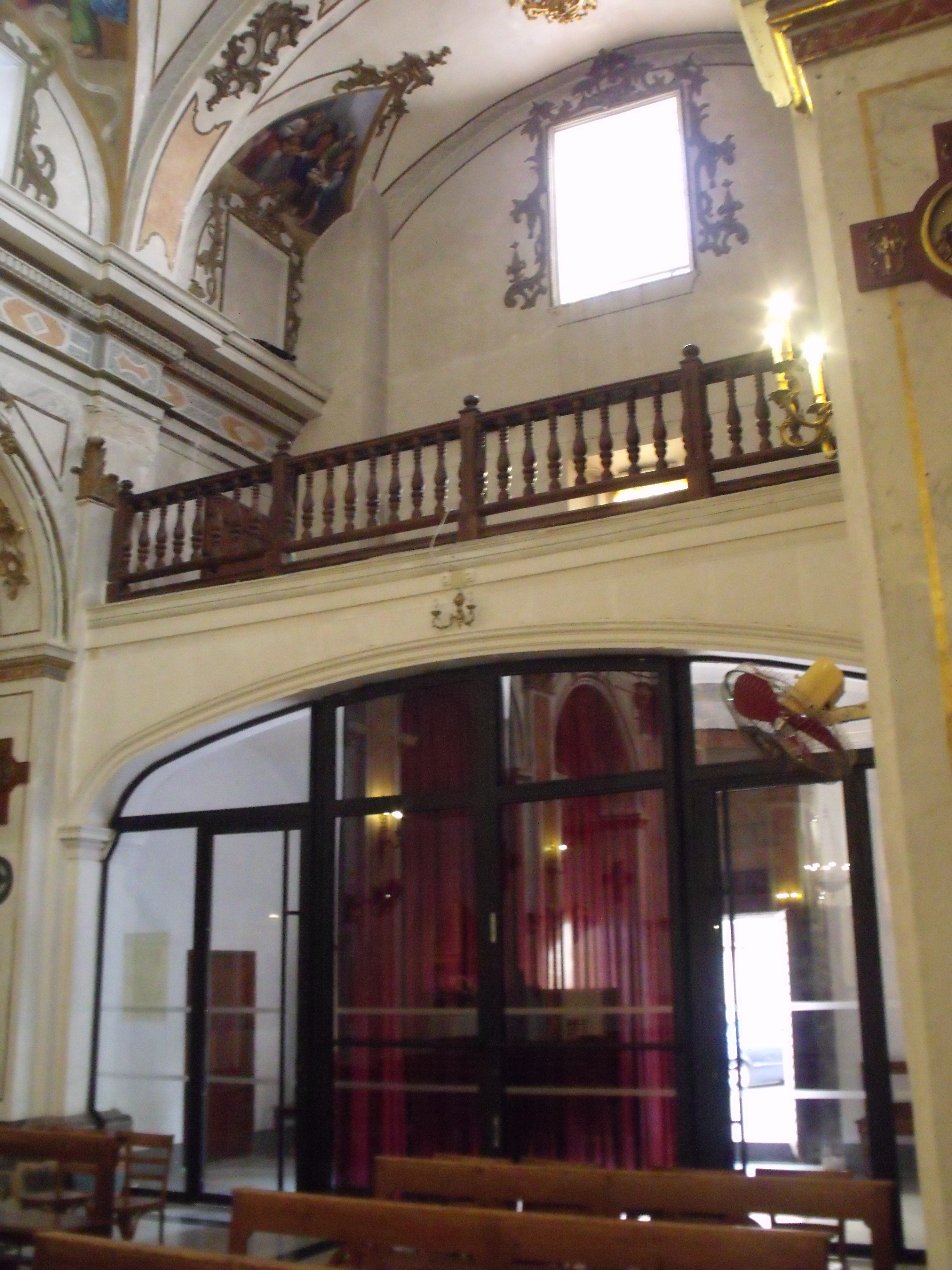
Coro

### Civil
- El Molino Nuevo, museo del agua. Fue construido en 1741, conocido como “Vaig moldre Nou”, “Molí de Diego” o “Doblons”. Se ha convertido en un edificio histórico presente durante el incremento de la agricultura de Cuartell a lo largo de los últimos siglos. Se restauró en el año 2001, cuando pasó a ser propiedad del ayuntamiento y se le bautizó como “Molí Nou”. Hoy en día conserva las estructuras de dos molinos que se mantuvieron activos hasta los años 60. Su valor histórico ha hecho que en la actualidad cobije el Museo del Agua, que forma parte de los puntos principales de la Ruta del Agua. Además, este museo ofrece exposiciones mensuales de instrumentos agrícolas de antaño.[14]

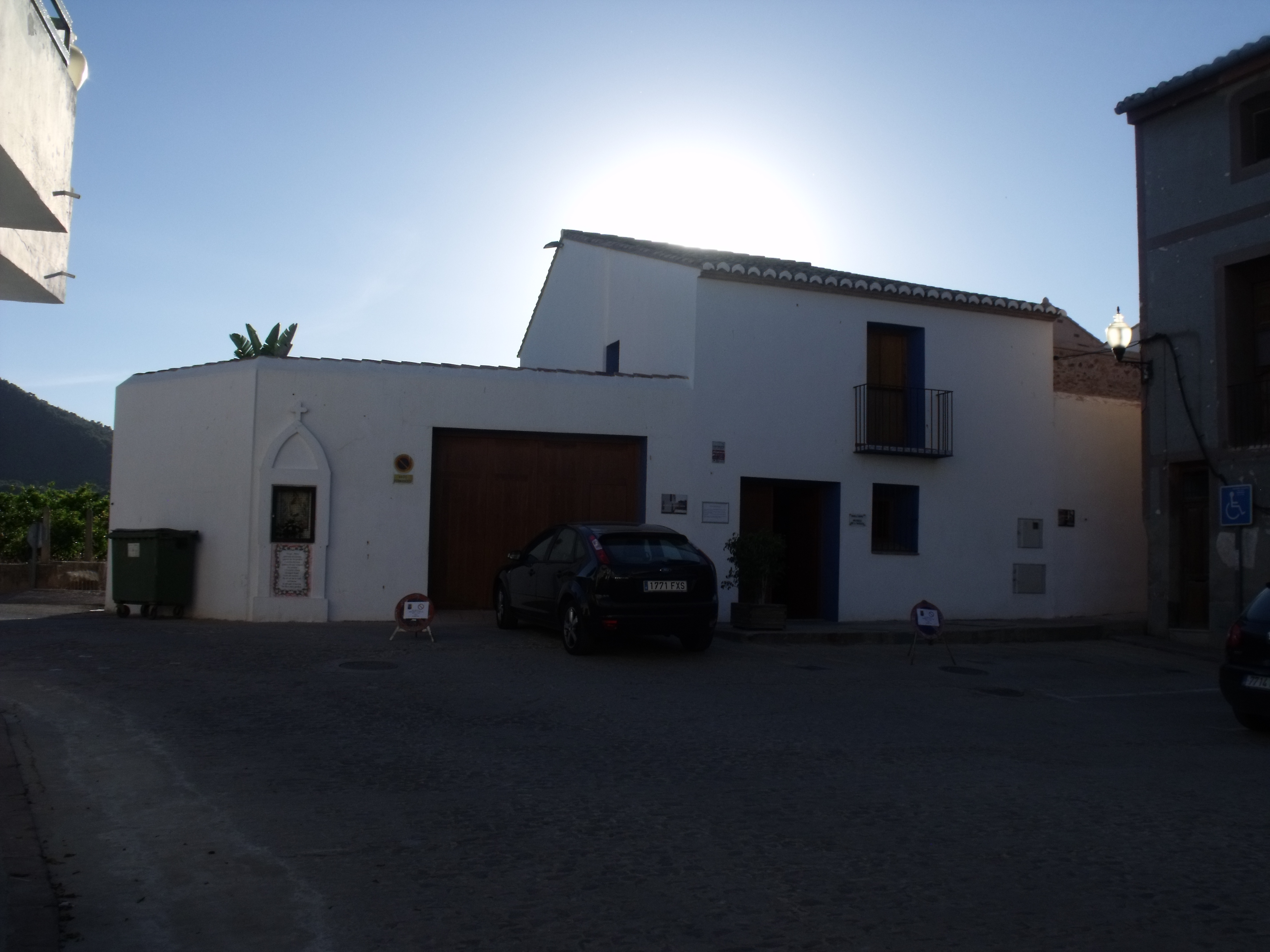
Fachada
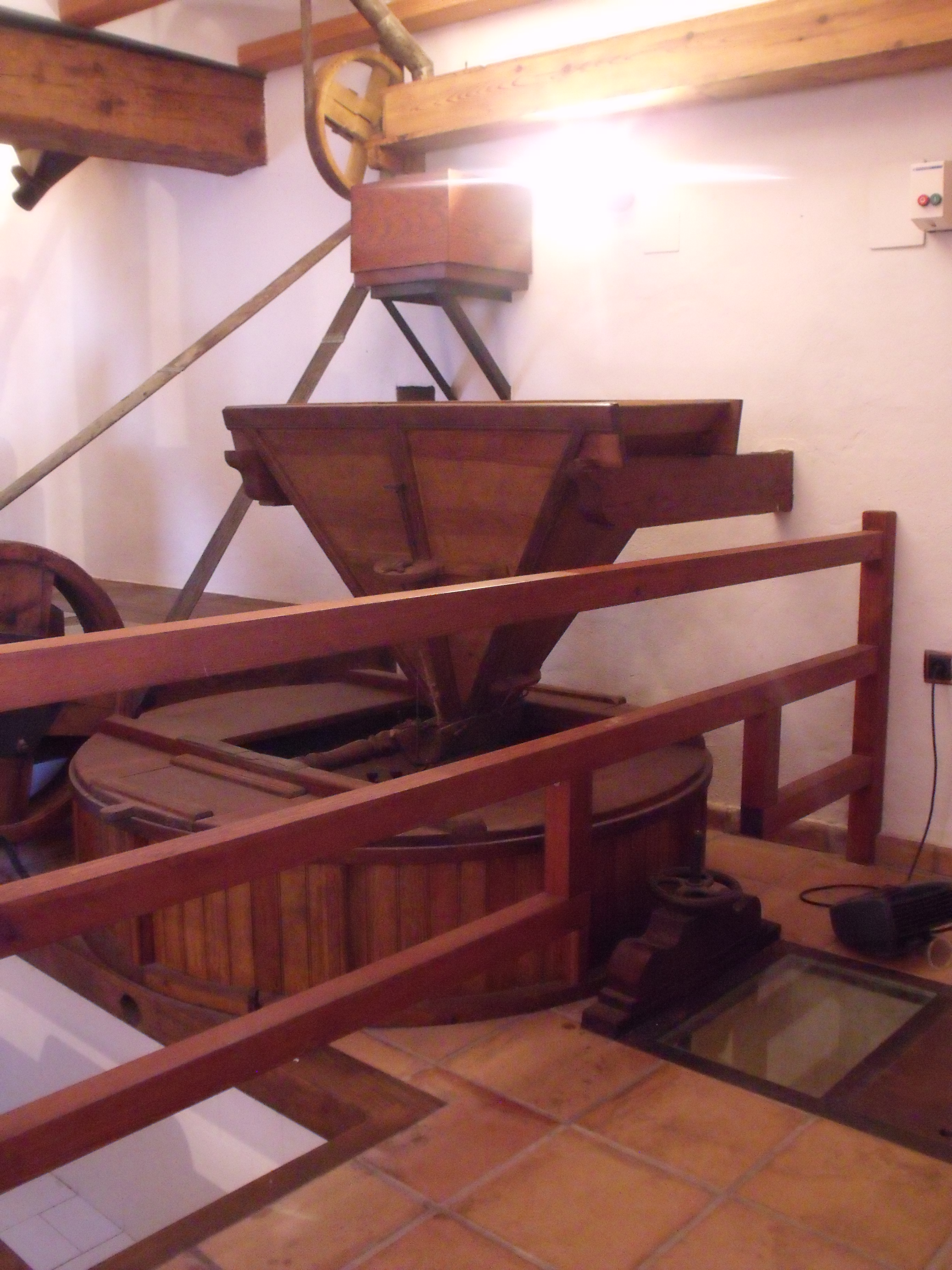
Maquinaria molino de arroz
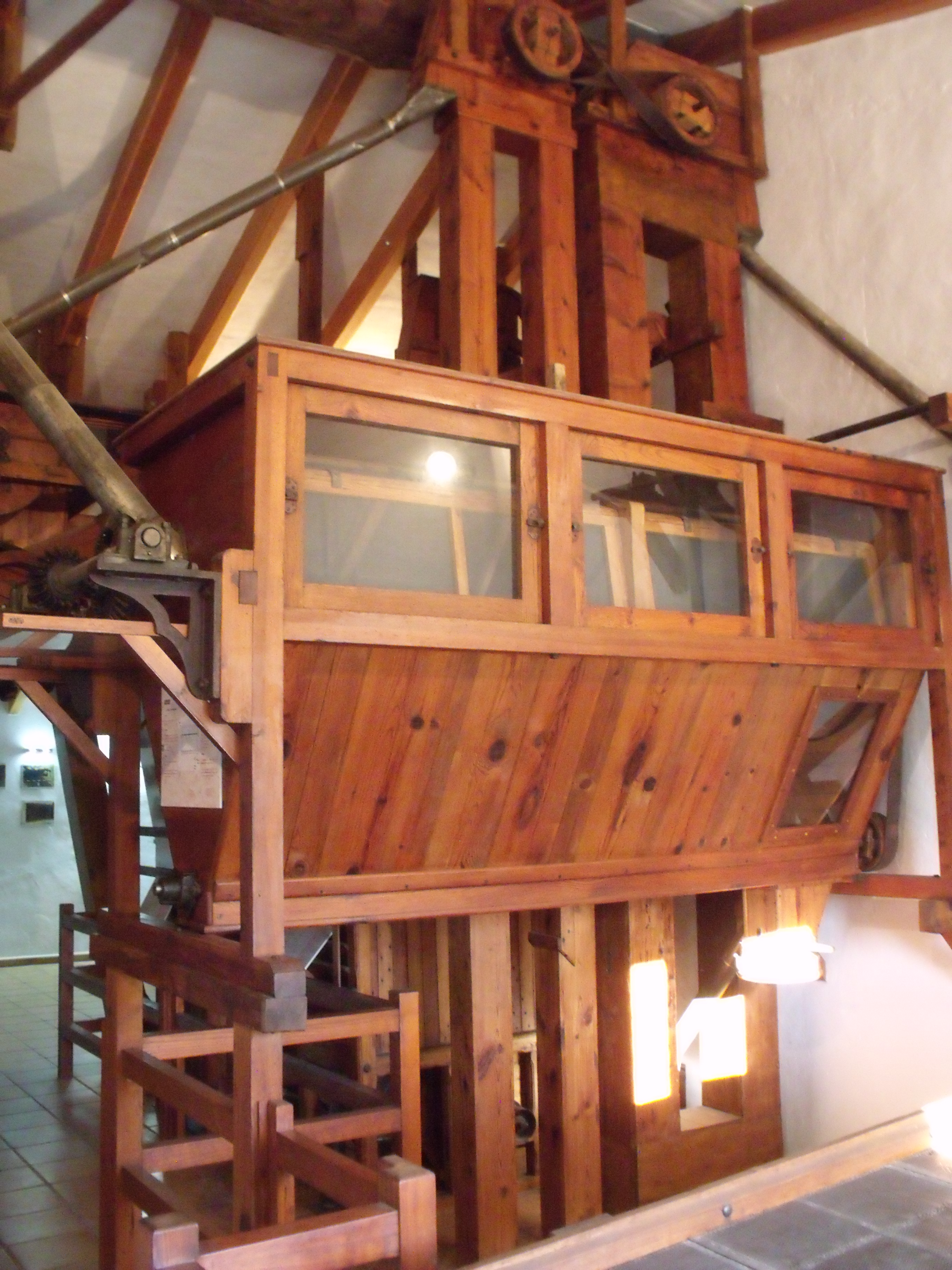
Maquinaria molino de arroz
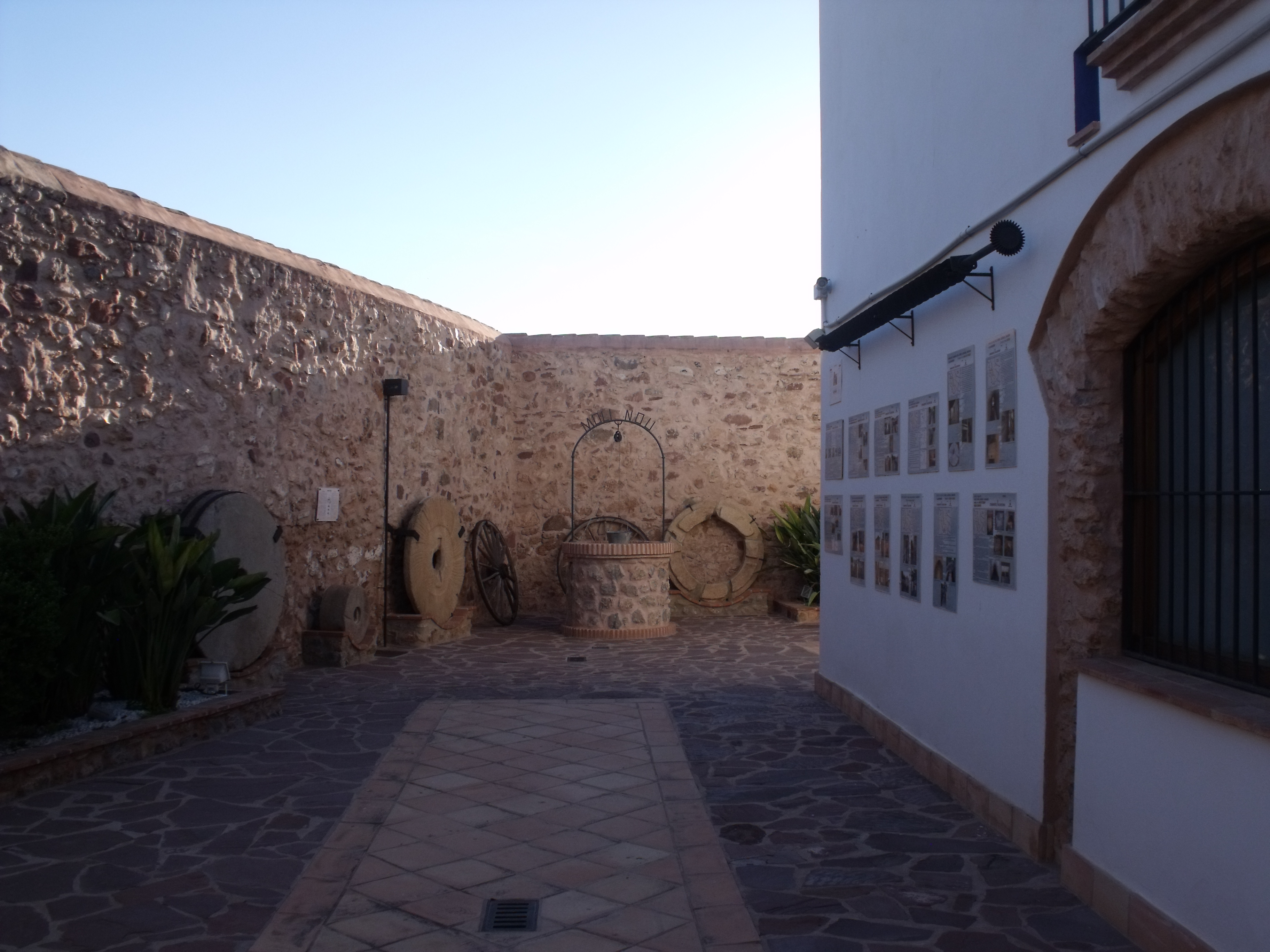
Instalaciones molino de arroz

- Palacio de Cuartell. Antiguo palacio de los Condes de Faura del siglo XVIII, ubicado en el casco antiguo del municipio, específicamente en la plaza del Palacio, de donde sale el nombre de la edificación. Edificado en 1741, su organización se hereda de los palacios del gótico valenciano con un patio central alrededor del cual se organiza toda la edificación. La puerta principal es de piedra y con entrada suficiente para los carruajes, sobre esta se sitúa el piso señorial y por último en la “andana” se ubicaba toda la cosecha recogida en los huertos de los señores para su conservación, mantenimiento y sobre todo para almacenaje de la seda.[15] Desde el patio central se formaban las cuadras para los animales, el acceso al huerto que forma parte del Palacio y zonas para el servicio. También permitía acceder a la zona de la nobleza a través de una escalera de estilo tradicional valenciano, que fue derribada. En la actualidad es propiedad de los herederos de los mencionados Condes de Faura, pero se plantea expropiarles el Palacio para crear un Hotel y aprovechar el terreno.[16]

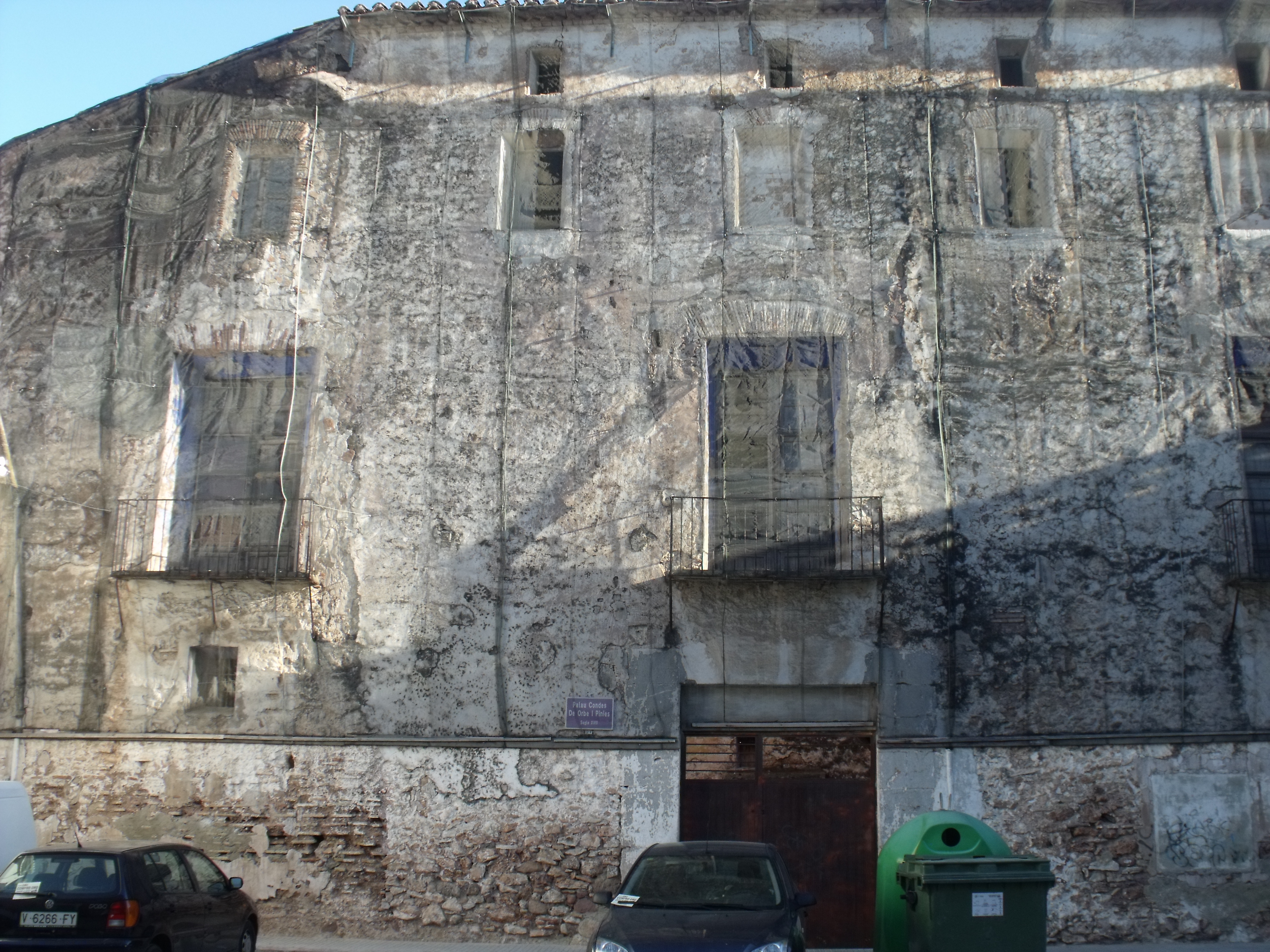
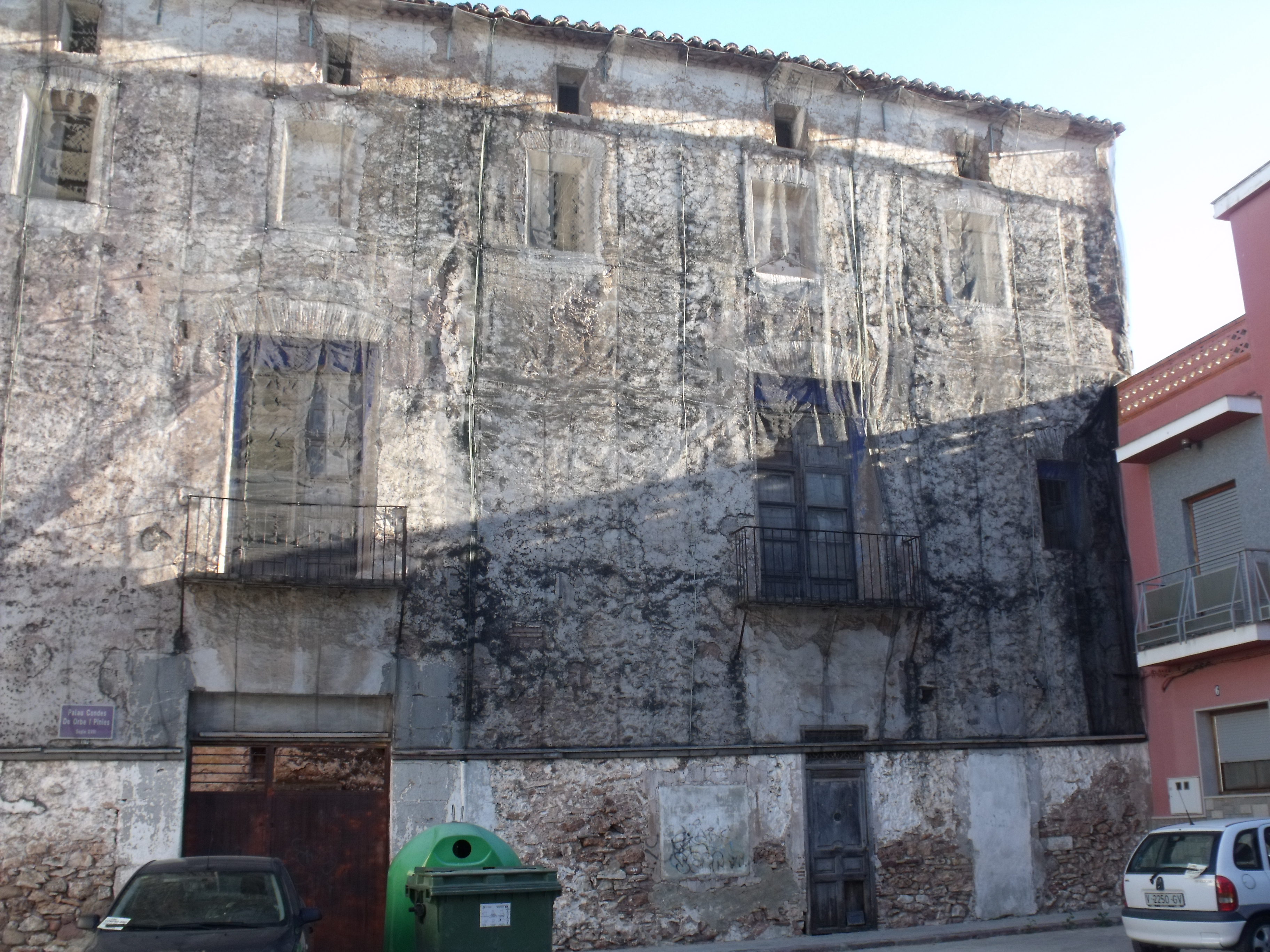
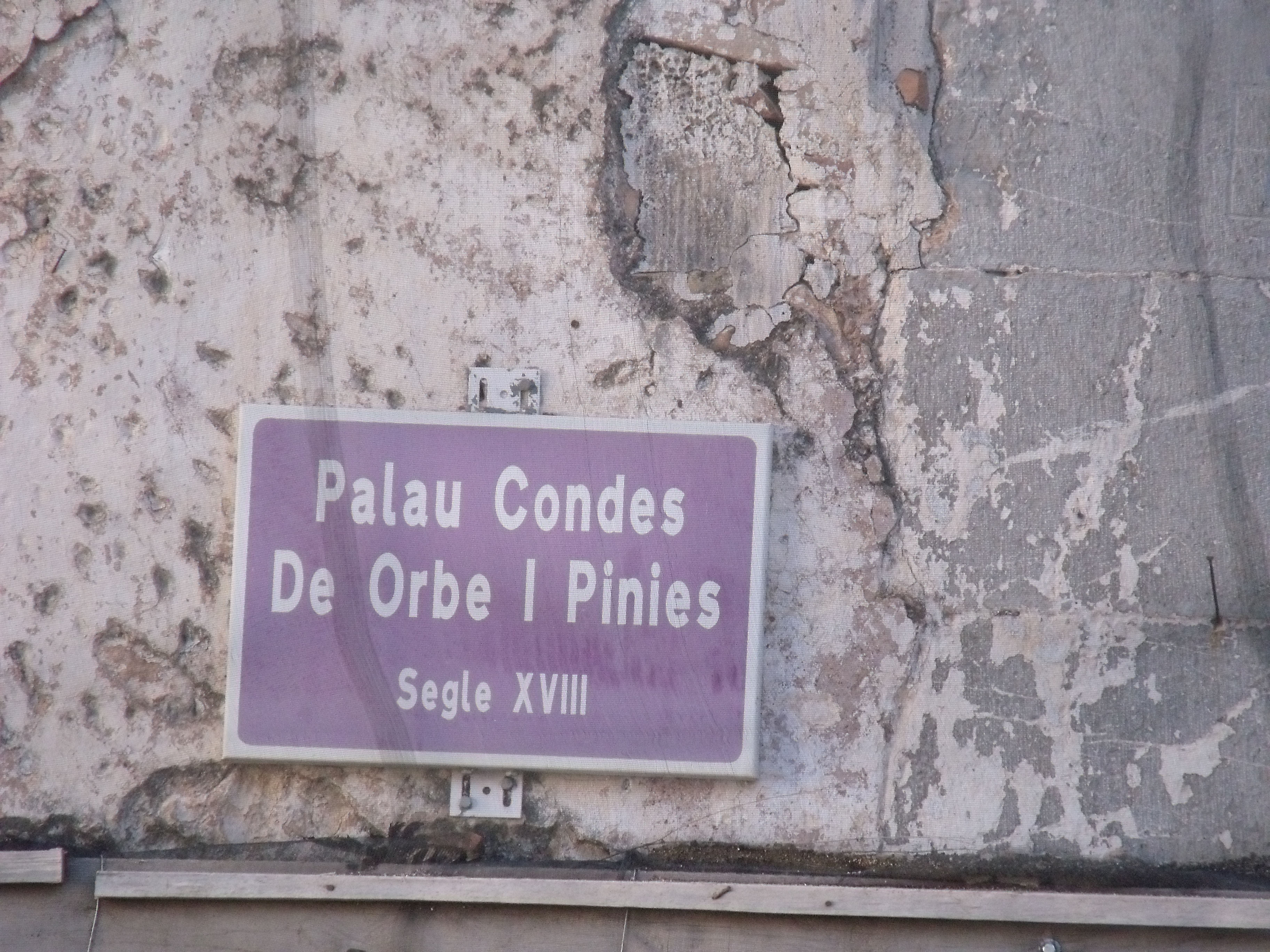

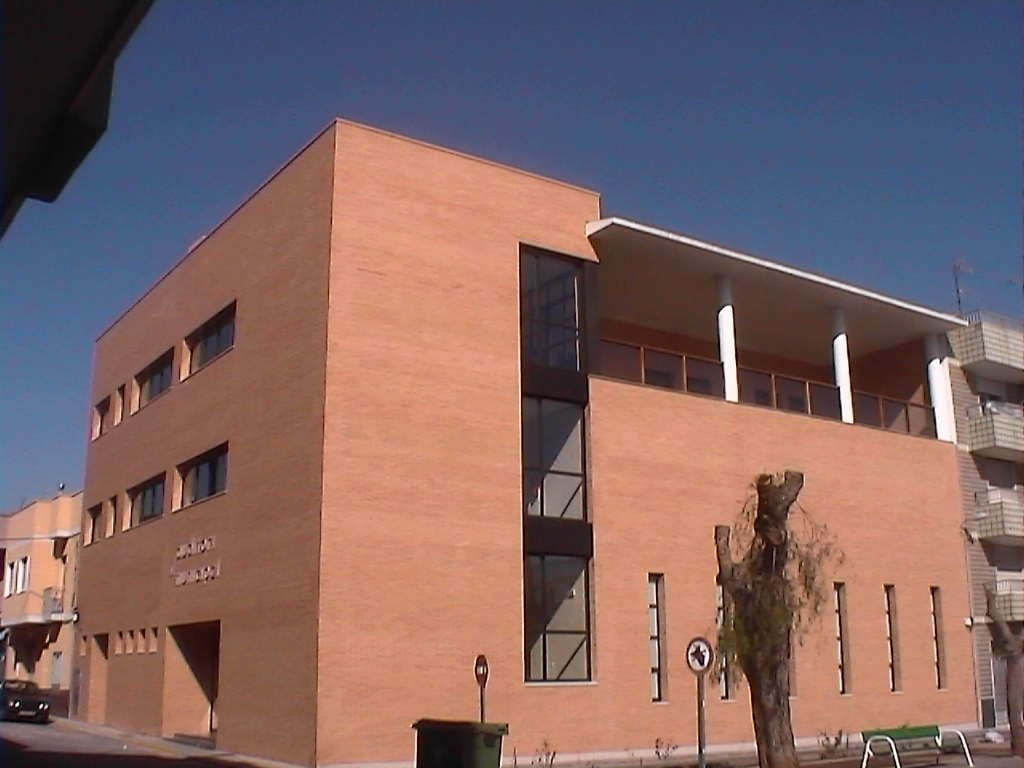
Auditorio de Cuartell

- El Lavadero. Al lado del molino nuevo encontramos el lavadero municipal donde todavía en la actualidad se lava a mano. Este lavadero aprovecha el paso del agua cuando sale del molino, y fue utilizado por los vecinos y vecinas cuando todavía no había agua corriente en las casas. Este lugar data del siglo XVIII.[17]

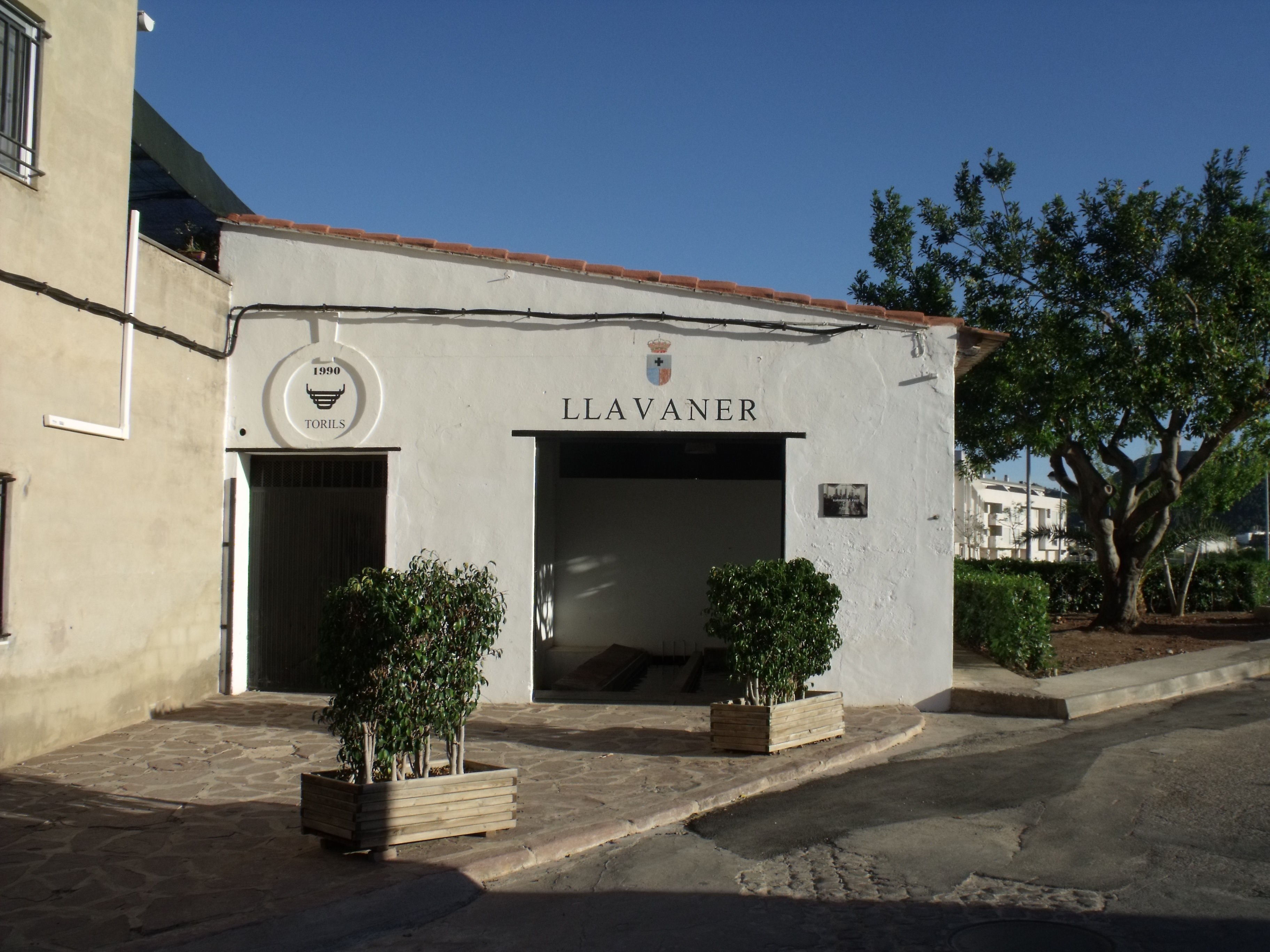
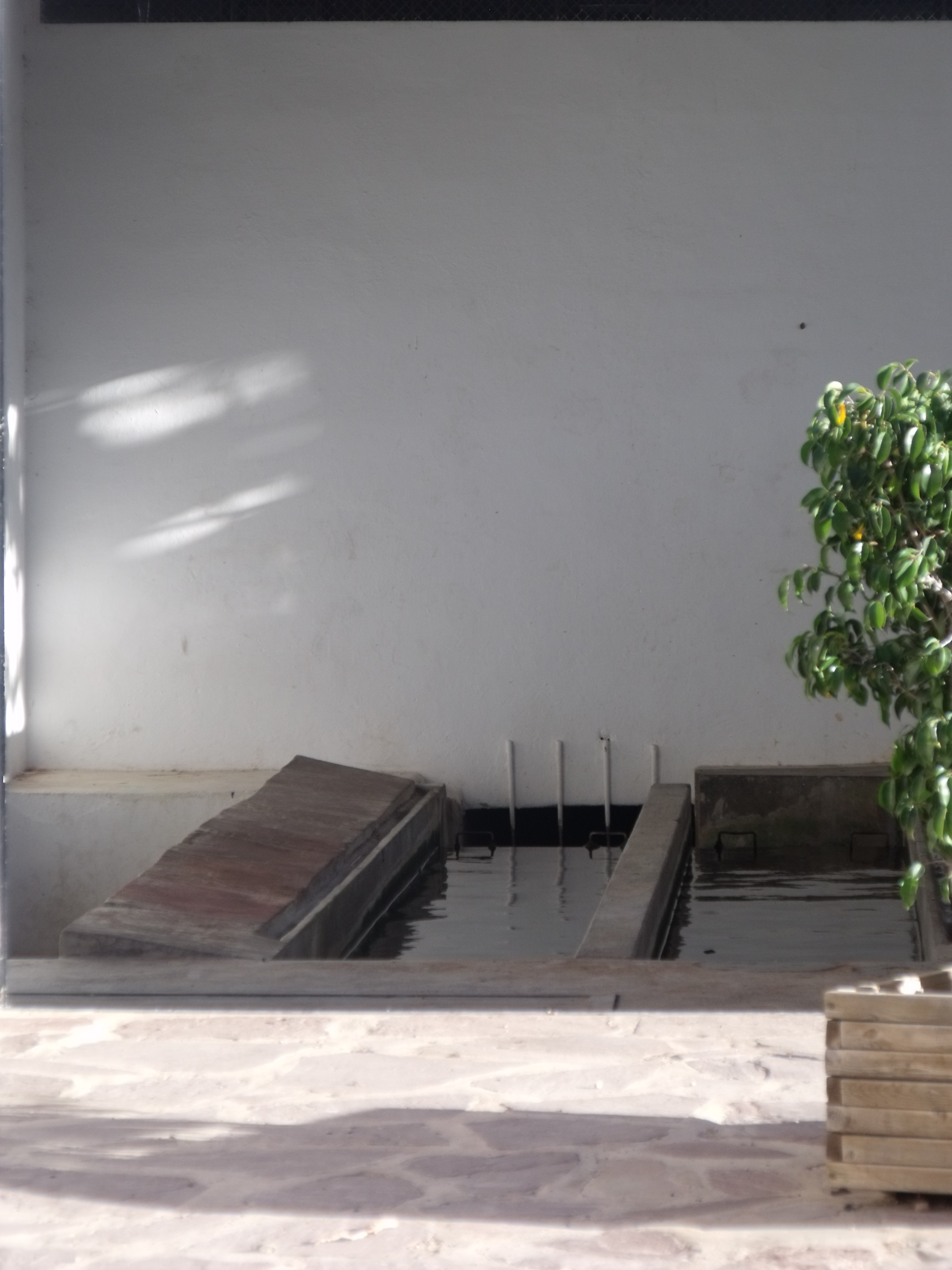
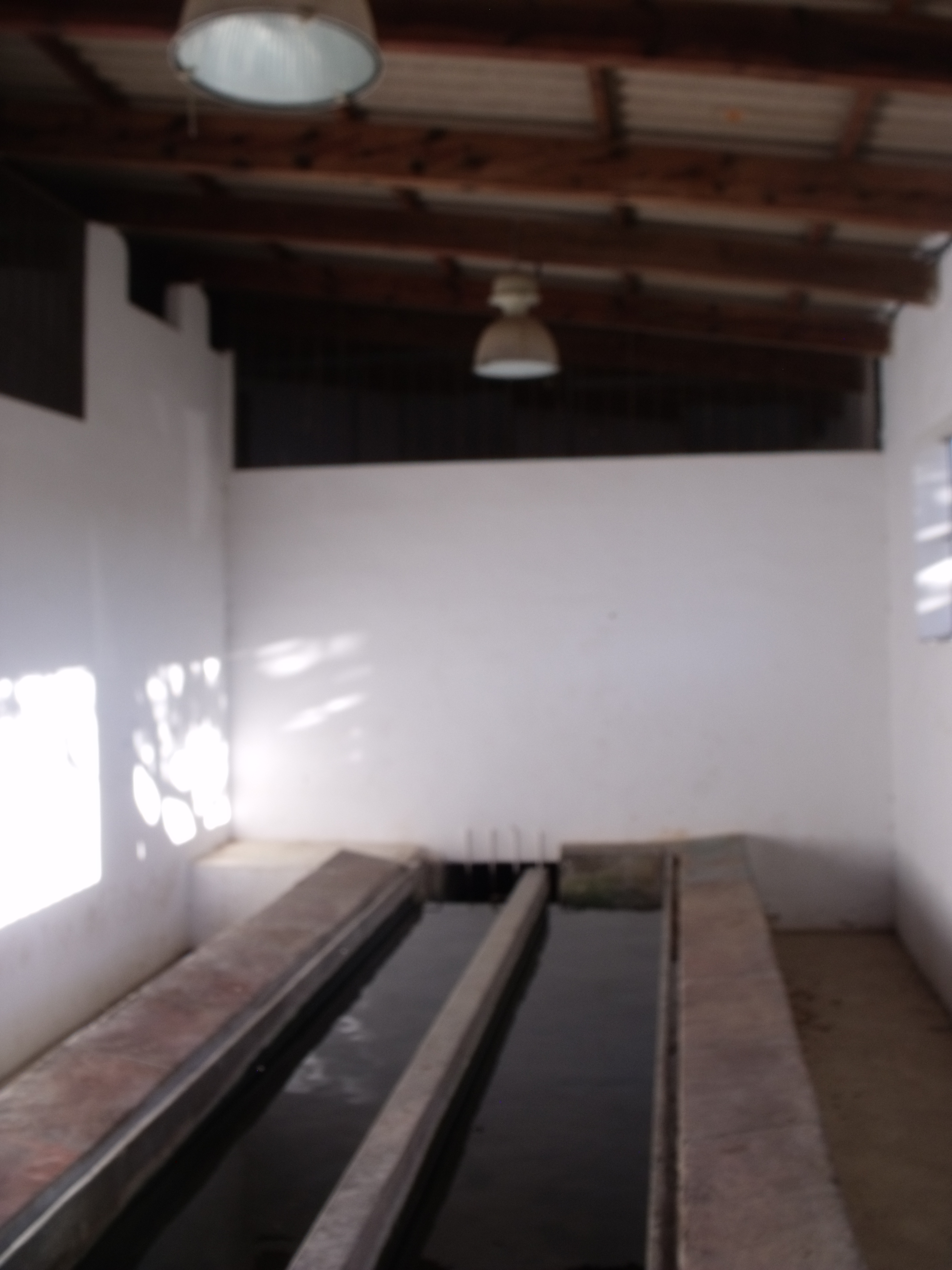

- El Auditorio. Reconstruido recientemente es la sede de la Unión Musical de Cuartell, la segunda banda de música más antigua de la Comunidad Valenciana. El edificio se construyó en el año 2002. La planta baja consiste en el patio de butacas y el escenario, el primero y segundo piso encontramos las aulas de los músicos más jóvenes del municipio y en el último piso se sitúa el área de ensayo de la banda y el coro y una gran terraza con vistas al Mediterráneo. Actualmente, en él se celebran todo tipo de actos teatrales, musicales o culturales.[18]

## Monumentos y lugares de interés
- El Cuadro. Dentro del término de Cuartell y a unos kilómetros de distancia, se encuentra el Cuadro, zona de marjal, de gran valor ecológico. No solamente por la gran cantidad de flora y fauna autóctona que alberga, sino por la reserva nacional del “samarugo” (valencia hispánica, pez de agua dulce característico de la Comunidad Valenciana). La Marjal “El Cuadro” se sitúa a 6 kilómetros del núcleo urbano y es Lugar de Interés Comunitario por su protección a diferentes especies de aves acuáticas y vegetación autóctona.[19]
- Fuente de Cuart. Es un verdadero paraíso natural para los visitantes, inmerso en las últimas estribaciones de la sierra de Espadán. Se encuentra al norte del municipio de Cuart, también perteneciente a la Mancomunidad de Les Valls. Es un manantial de agua dulce que proporciona recursos hídricos a los cultivos del norte del Campo de Murviedro.[20]

## Cultura

### Gastronomía
Entre su gastronomía destaca la tradicional paella valenciana y una especie de guisado hecho con carne y verduras. También como postre tienen la “tortà” y la “coca”.

### Fiestas
- San Vicente Ferrer. Se celebra el lunes siguiente al lunes de Pascua.
- Fiestas Patronales. Se celebran en la segunda quincena del mes de julio. Durante este período del año honran a Ángel Custodio y a Santa Ana a través de todo tipo de actos como son las procesiones, conciertos, pirotecnia…, aunque el más importante es la tradicional “Plantà del Pí”, realizada el primer viernes de fiestas y que consiste en que los jóvenes del pueblo plantan un pino en medio de la plaza.[22]